# Camp magnètic estel·lar

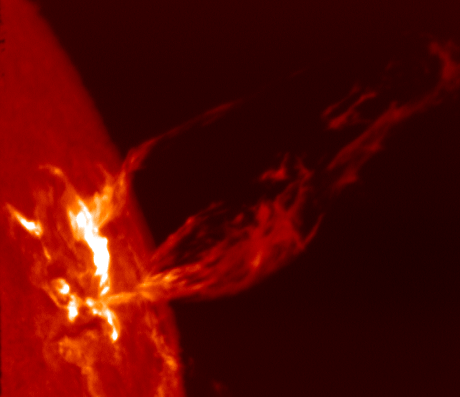
El camp magnètic del sol condueix una massiva ejecció de plasma. NOAA image.

Un camp magnètic estel·lar és un camp magnètic generat pel moviment del plasma conductiu dins d'una estrella de la seqüència principal, que és una forma de transport d'energia que involucra al moviment físic de material. El camp magnètic exerceix una força sobre el plasma, augmentant efectivament la pressió sense un guany comparable en la densitat. Com a resultat, la regió magnetitzada s'eleva relativament pel que fa a la resta del plasma, fins que arriba a la fotosfera de l'estrella. Això crea taques solars a la superfície, i el fenomen relacionat dels  anells coronals.

## Mesurament

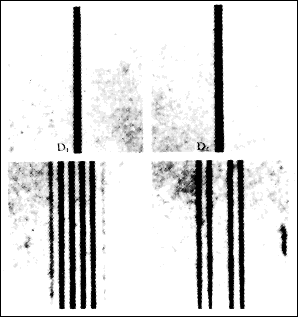
L'espectre més baix demostra l'efecte Zeeman després d'aplicar un camp magnètic a la font superior.

El camp magnètic d'una estrella pot ser mesurat per mitjà de l'efecte Zeeman. Normalment, els àtoms de l'atmosfera d'una estrella absorbeixen certes freqüències o longituds d'ona en l'espectre electromagnètic, produint línies fosques d'absorció dins de l'espectre de l'estrella. Quan els àtoms es troben dins d'un camp magnètic, aquestes línies d'absorció se separen en múltiples línies separades per un petit espai. Addicionalment, l'energia es polaritza amb una orientació que depèn de l'orientació del camp magnètic. Per tant, la força i la direcció del camp magnètic de les estrelles poden ser determinats examinant les línies de l'efecte Zeeman.
Hom usa un espectropolarímetre estel·lar per a mesurar el camp magnètic d'una estrella. Aquest instrument consisteix en un espectrògraf combinat amb un polarímetre. El primer instrument dedicat a l'estudi de camps magnètics estel·lars va ser el NARVAL, que va ser muntat al telescopi Bernard Lyot del Pic del Migdia de Bigorra en els Pirineus.
Diverses mesures, incloses les mesures del magnetòmetre durant els darrers 150 anys; 14C als anells dels arbres; i 10Be en nuclis de gel —han establert una variabilitat magnètica substancial del Sol en escales de temps decennals, centenaris i mil·lenàries.

## Generació del camp
Es creu que els camps magnètics estel·lars es formen dins de la zona convectiva de l'estrella. La circulació convectiva del plasma conductor funciona com una dinamo. Aquesta activitat destrueix el camp magnètic primordial de l'estrella, llavors genera un camp magnètic bipolar. Com que l'estrella experimenta una rotació diferencial —girant a diferents velocitats a diverses latituds—, el magnetisme s'enrotlla en un camp toroidal de cordes de flux que queda embolicat al voltant de l'estrella. Els camps poden convertir-se en altament concentrats, produint activitat quan emergeixen a la superfície.

### Inversió periòdica del camp
Una altra característica d'aquest model de dinamo és que els corrents són de CA en lloc de CC. La seva direcció i, per tant, la direcció del camp magnètic que generen, s'alterna més o menys periòdicament, canviant d'amplitud i invertint la direcció, encara que més o menys alineada amb l'eix de rotació.
El principal component del camp magnètic del Sol inverteix la direcció cada onze anys (en conseqüència, el període és d'uns vint-i-dos anys), donant lloc a una disminució de la magnitud del camp magnètic prop del temps d'inversió. Durant aquesta latència, l'activitat de la taca solar és màxima (a causa de la manca de frenada magnètica al plasma) i, com a resultat, l'ejecció massiva de plasma d'alta energia té lloc la corona solar i l'espai interplanetari. Les col·lisions de taques solars veïnes amb camps magnètics de direcció oposada donen lloc a la generació de camps elèctrics forts prop de regions de camp magnètic que desapareixen ràpidament. Aquest camp elèctric accelera els electrons i els protons a altes energies (kiloelectronvolts) que es tradueixen en dolls de plasma extremadament calent que surten de la superfície del Sol i escalfen el plasma coronal a altes temperatures (milions de kelvin).
Si el gas o líquid és molt viscós (donant com a resultat un moviment diferencial turbulent), la inversió del camp magnètic pot no ser molt periòdica. Aquest és el cas del camp magnètic terrestre, que és generat per corrents turbulents en un nucli exterior viscós.

## Activitat superficial
Les taques solars són regions d'intensa activitat magnètica en la superfície de l'estrella (al Sol hi ha taques solars periòdiques). Aquestes formen un component visible tubs de flux que es formen dins de la zona de convecció de l'estrella. A causa de la rotació diferencial de l'estrella, els tubs s'estenen i es corben, inhibint la convecció i produint zona de temperatura inferior a la norma. Els anells coronals sovint es formen per sobre de les taques solars, provinents de línies de camp magnètic que s'han estès cap enfora dins la corona solar. Això alhora servei per escalfar la corona fins a temperatures per sobre del milió de kèlvins.
Els camps magnètics lligats a les taques solars i anells coronals estan associats a erupcions solars, i associats a l'ejecció de massa coronal. El plasma escalfat a desenes de milions de kèlvins, i les partícules s'acceleren escapant de la superfície de l'estrella a velocitats extremes.
L'activitat superficial sembla estar relacionada amb l'edat i la rotació de les estrelles de la seqüència principal. Les estrelles joves amb un índex de rotació elevat exhibeixen una forta activitat. En contrast, les estrelles de mitjana edat com el Sol amb índexs de rotació més lents mostren nivells més baixos d'activitat que a més varia en cicles. Algunes estrelles velles pràcticament no mostren activitat, el que podria significar que han entrat en una calma comparable al mínim de Maunder del Sol. Les mesures en la variació de l'activitat estel·lar poden ser útils per determinar els índexs de rotació diferencial d'una estrella.

## Estrelles magnètiques

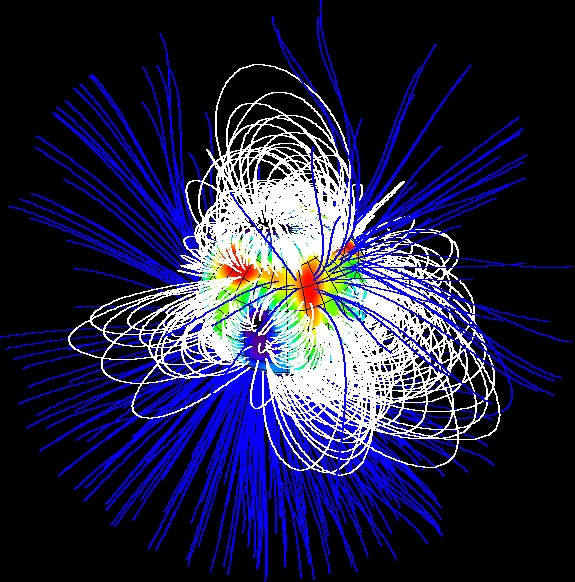
Camp magnètic superficial de SU Aur (una estrella jove de tipus T Tauri)

Una estrella T Tauri és un tipus d'estrella preseqüència principal que s'està escalfant a través de la contracció gravitacional i que encara no ha començat a cremar hidrogen al seu nucli. Són estrelles variables que són magnèticament actives. El camp magnètic d'aquestes estrelles es creu que interacciona amb el seu potent vent estel·lar, transferint moment angular al disc protoplanetari que l'envolta. Això permet a l'estrella frenar el seu índex de rotació mentre es col·lapsa.
Les petites estrelles de classe M (amb 0,1–0,6 masses solars) que mostren una variabilitat ràpida i irregular es coneixen com a estrelles fulgurants. Es pensa que aquestes fluctuacions són causades per erupcions, encara que l'activitat és molt més forta amb relació a la mida de l'estrella. Les erupcions en aquesta classe d'estrelles poden estendre's fins al 20% de la circumferència, i irradiar la major part de la seva energia en l'espectre blau i ultraviolat.
Les nebuloses planetàries es formen quan una estrella gegant vermella ejecta la seva cobertura exterior, formant una capa de gas que s'expandeix. No obstant això, encara no és clar per què aquestes capes no són sempre simètricament esfèriques. El 80% de les nebuloses planetàries no tenen forma esfèrica: en canvi, tenen formes bipolars o el·líptiques. Una hipòtesi per la formació de formes no esfèriques és l'efecte del camp magnètic de l'estrella. En comptes d'expandir-se uniformement en totes les direccions, el plasma ejectat tendeix a sortir pels pols magnètics. Les observacions de les estrelles centrals d'almenys quatre nebuloses planetàries han confirmat que posseeixen potents camps magnètics.
Després que algunes estrelles massives cessen la seva fusió termonuclear, una porció de la seva massa s'esfondra en un cos compacte de neutrons anomenat estrella de neutrons. Aquests cossos retenen una part significativa del camp magnètic de l'estrella original, però el col·lapse en mida causa l'enfortiment d'aquest camp. La rotació ràpida d'aquestes estrelles de neutrons col·lapsades esdevindrà un púlsar, que emet una estreta banda d'energia que pot apuntar cap a l'observador periòdicament. Una forma extrema d'una estrella de neutrons magnetitzada és un magnetar, formats com a resultat del col·lapse d'un nucli de supernova. L'existència d'aquestes estrelles va ser confirmada en 1998 amb els mesuraments de l'estrella SGR 1806-20. El camp magnètic d'aquesta estrella ha incrementat la temperatura superficial fins a 18 milions de kèlvins i allibera enormes quantitats d'energia en forma d'esclat de raigs gamma.

## Polèmica interacció estrella-planeta
L'any 2008, un equip d'astrònoms va descriure per primera vegada com quan l'exoplaneta en òrbita HD 189733 A arriba a un lloc determinat de la seva òrbita, provoca un augment d'erupcions estel·lars. El 2010, un altre equip va descobrir que cada vegada que observaven l'exoplaneta en una determinada posició de la seva òrbita, també detectaven  flamarades de raigs X. Investigacions teòriques realitzades des de l'any 2000, van suggerir que un exoplaneta molt proper a l'estrella que orbita pot provocar un augment de les flamarades a causa de la interacció dels seus camps magnètics, o a causa de forces de marea.
L'any 2019, els astrònoms van combinar dades de l'Observatori d'Arecibo, el MOST i el Telescopi Fotoelèctric Automatitzat, a més d'observacions històriques de l'estrella en longituds d'ona de ràdio, òptiques, ultraviolats i de raigs X per examinar aquestes afirmacions. La seva anàlisi va revelar que les afirmacions anteriors eren exagerades i que l'estrella amfitriona no mostrava gaires de les característiques espectrals i de brillantor associades a les flamarades estel·lars i a les regions actives solars, incloses les taques solars. També van descobrir que les afirmacions no resistien l'anàlisi estadística, atès que moltes flamarades estel·lars es veuen independentment de la posició de l'exoplaneta, cosa que desacreditava les afirmacions anteriors. Els camps magnètics de l'estrella amfitriona i de l'exoplaneta no interactuen, i ja no es creu que aquest sistema tingui una "interacció estrella-planeta".